# Hundskopf
Hundskopf – szczyt znajdujący się w paśmie Karwendel, w Alpach Wschodnich. Leży w Austrii, w kraju związkowym Tyrol, przy granicy z Niemcami. 